# بيرغيتا بنغتسون
بيرغيتا بنغتسون (بالسويدية: Birgitta Bengtsson)‏ هي متسابقة يخت سويدية، ولدت في 16 مايو 1965.

## وصلات خارجية
- بيرغيتا بنغتسون على موقع الاتحاد الدولي للملاحة الشراعية (موقع جديد) (الإنجليزية)
- بيرغيتا بنغتسون على موقع الاتحاد الدولي للملاحة الشراعية (موقع قديم) (الإنجليزية)
- بيرغيتا بنغتسون على موقع اللجنة الأولمبية الدولية (الإنجليزية)
- بيرغيتا بنغتسون على موقع أوليمبيديا (الإنجليزية)
- بيرغيتا بنغتسون على موقع اللجنة الأولمبية السويدية (السويدية)